# 玩家门
玩家門爭議（英語：GamerGate controversy）一詞用於概括爭議、論戰和參與者的行動，源自於使用主題標籤#GamerGate進行指揮的一場論戰，被主流媒體定位為電子遊戲文化中性別歧視和進步主義間的問題，玩家門的擁護者則稱其為對抗主流媒體控制網路輿論的社會運動。
從2014年八月，以遊戲開發者兼作家的佐·奎恩、遊戲開發者兼政治人物的布里安娜·吳，和女性主義者媒體評論人的阿妮塔·薩克伊西恩等人為核心的論戰開始了。在奎恩的前男友Eron Gjoni寫了一篇指控她和至少5個男人偷情的部落格文章之後，#GamerGate主題標籤的使用者控訴奎恩和遊戲媒體的業內人士上床，目的是為她自己開發的獨立遊戲Depression Quest進行輿論鋪路。
玩家門支持者表示新聞媒體和女權主義者、進步主義者與社會評論家之間不正當地勾結在一起，在事件爆發後透過各種手段壓制網路輿論，封鎖所有對柔伊不利的發言，並利用媒體曝光率醜化玩家社群的性別歧視問題。
玩家門爭議被描述成橫跨電子遊戲中的文化多樣化、藝術認知、社會評論，與玩家社會認同的一次文化戰爭。

## 争议起源
2014年8月16日，独立游戏开发者柔伊的前男友Eron Gjoni在自己的博客和Penny Arcade网站上发表文章，指责柔伊在与自己交往期间曾有不忠行为。其中提到游戏新闻网站Kotaku的Nathan Grayson也是与柔伊有染的男性之一。
由于柔伊此前开发的游戏《Depression Quest》曾在Steam平台上架后因為劣評被迫下架，卻在後來贏得歐美知名遊戲媒體Kotaku和Rock-Paper-Shotgun的撰稿人Nathan Grayson的背書，名列「50款最優秀的Steam綠光計畫遊戲」排行榜。一些玩家在Eron Gjoni的博客文章发表后得知Grayson正是柔伊偷情的對象之一，進而构建了阴谋论，认为柔伊用性交易从游戏媒体从业人员那里获取“软文”的亲密关系为自己的作品提升人气。Youtube用户MundaneMatt于8月17日上传并发布视频，暗示了上述阴谋论。柔伊援引DMCA法案及视频中使用《Depression Quest》画面的事实令YouTube撤下了视频。8月18日，Youtube用户Internet Aristocrat发表了题为Quinnspiracy Theory的系列视频，批评柔伊利用裙带关系宣传自己的游戏。8月19日，獨立遊戲媒體Gamesnosh和N4G發表針對柔伊事件的評論文章，卻在數小時後被迫移除。網友紛紛在Reddit論壇中發佈柔伊和Eron事件的所有始末，結果上千條和柔伊有關的討論被批量刪除，一些製作和整理事件始末的玩家都被論壇禁言。其中一名被撤職的版主更在私信中提到「這些刪帖和禁言都是出自柔伊的要求」，以至於他被論壇解職。除了Reddit外，The Escapist，NeoGAF，Steam和4chan各論壇也都發生大規模刪除有關柔伊的討論，引發玩家對於媒體做言論控制的疑慮。有玩家藉由柔伊的Patreon賬號，公開了柔伊的投資人信息，數名柔伊的投資人都是供職於各大遊戲媒體的記者和編輯。8月27日，演员亞當·鮑德溫在Twitter上发布了Quinnspiracy Theory视频的链接，并加上“#GamerGate”标签。这条推文在第一周内就被转发了24.4万次。这一事件使柔伊及其游戏所受的批评进入游戏媒体、更多互联网用户以及大众媒体的视野。

## 事态升级
2014年8月27日，女性主义文化批评家阿妮塔·萨克伊西恩在Twitter上声称自己和家人受到威胁，因而不得不暂时离开住所。媒体对此事的和柔伊事件的报道被认为激起了仇视女性群体的愤怒情绪。
2014年8月28日起，多家媒体在网站上发表文章，指出随着游戏受众群体的多样化，部分游戏玩家自我强化这一群体的男性特质的做法是在试图构建封闭的社群，而与游戏作为艺术形式被更广泛接受的前景相矛盾。这部分玩家使用暴力和威胁对待游戏文化的女性参与者的行为是对游戏文化发展的阻碍。自称为“玩家”的群体因其对消费主义不加辨别的接受，而始终未能建立起有意义的游戏文化，而在这样的文化真空中，“玩家”群体没有培养自己超越消费主义而从文化层面讨论游戏的能力。这些媒体都采纳了由Gamasutra文章提出的立场，即“玩家”（Gamer）作为一种文化认同并不存在，或已经变质。
一向对阿妮塔·薩克伊西恩持反对态度的4chan以及新闻聚合站点Reddit是自称为“Gamers”的群体讨论Quinnspiracy事件和对Sarkeesian的批评的主要场所。有报道认为这些网站的用户组织了针对柔伊等人的骚扰和计算机入侵活动。

## 玩家門2.0
2019年8月27日，柔伊在Twitter上指控獨立遊戲製作人前男友艾力克（Alec Holowka）曾經將她軟禁限制行動並對她進行性虐待。雖然無從證實其言論真實性，但艾力克擔任聯合創辦人的工作室Infinite Fall卻發表聲明表示將中止與他的合作關係。2019年8月31日，艾力克的妹妹Eileen Mary Holowka宣佈了艾力克的死訊。